# لاسبرگ
لاسبرگ (به آلمانی: Lasberg) یک منطقهٔ مسکونی در اتریش است که در ناحیه فرایشتات واقع شده‌است. لاسبرگ ۴۳٫۸ کیلومتر مربع مساحت دارد ۵۷۴ متر بالاتر از سطح دریا واقع شده‌است.